# Léopold Prosper Philibert Sionville
Léopold-Prosper-Victor-Philibert de Sionville, né le 5 novembre 1748 à Chalon-sur-Saône et mort le 14 juillet 1808 à Dijon, est un général français de la Révolution et de l’Empire.

## Biographie
À partir de 1753, Sionville sert sous les drapeaux de la légion dite de « volontaires royaux ». Premier lieutenant dans le régiment de Bouillon infanterie le 1er février 1757, il fait avec son père les campagnes d’Allemagne de 1759 à 1762, et les guerres d’Amérique de 1769 à 1771.
Lieutenant de grenadiers le 5 mai 1772, rang de capitaine le 3 mars 1774, il prend le commandement de la compagnie-colonelle le 21 février 1775. Capitaine en second le 7 juin 1776, et capitaine-commandant le 16 février 1782, il sert en Espagne, et assiste aux sièges des forts Mahon et de Gibraltar. En 1792, il combat aux batailles de Jemappes, d’Anderlecht et à Malines. À la retraite du 1er mars, près d’Aldenhoven, il rallie 2 bataillons de grenadiers, les poste sur une hauteur et arrête la nombreuse cavalerie ennemie.
Le 18 mars 1793, Sionville se distingue à la bataille de Neerwinden. Il se trouve toujours à l’avant-garde, aux différents combats qui se livrent près de Valenciennes, et se fait remarquer aux affaires des 1er et 8 mai. Passé à l’armée des Ardennes, il y remplit les fonctions de chef de l’état-major, dirige la défense de la frontière, et élève des fortifications dont l’ennemi ne peut s’emparer malgré la supériorité de ses forces.
Nommé adjudant-général chef de bataillon par les représentants du peuple Perrin et Massieu le 2 août suivant, il est arrêté le 26 novembre 1793, à Namur avec La Fayette. Il prouve qu’il n’a jamais fait partie de l’état-major de ce général, qui l’employait seulement comme militaire intelligent et propre à diriger la marche d’une armée, et parvient sans peine à se disculper. Réintégré le 3 mars 1794, dans son grade d’adjudant-général à l’armée des Ardennes, Sionville continue à servir avec zèle et activité, et obtient le 24 mai 1794, le grade d’adjudant-général chef de brigade, dans lequel il est confirmé par le Comité de salut public le 27 novembre suivant. Promu général de brigade le 13 juin 1795, il sert dans la 2e division militaire.
Mis en non-activité le 23 septembre 1801, et créé membre de la Légion d’honneur le 24 décembre 1803, il passe le 19 janvier 1804, dans la 24e division militaire. L’Empereur le nomme commandant de l’Ordre de la Légion d'honneur le 14 juin 1804, et l’emploie dans la 18e division militaire à Dijon le 20 juin suivant. 
Il meurt en activité le 14 juillet 1808 à Dijon.

## Sources
- A. Liévyns, Fastes de la Légion-d’honneur : biographie de tous les décorés, accompagnée de l’histoire législative et réglementaire de l’ordre, Au bureau de l'administration, 1844, p. 556.
- Georges Six, Dictionnaire biographique des généraux & amiraux français de la Révolution et de l'Empire (1792-1814), Paris : Librairie G. Saffroy, 1934, 2 vol., p. 459